# TVP3 (2002–2007)
TVP3 war das dritte Hauptprogramm des polnischen Fernsehens Telewizja Polska. Es wurde unter dem Titel TVP Regionalna gegründet und beinhaltete bereits beim Sendestart einen erheblichen Anteil an Unterhaltungssendungen, insbesondere Spielfilme aus vorwiegend polnischer Produktion. Mit dem Aufbau einer Reihe von Spartenkanälen wurde das Programmkonzept zugunsten anderer Sender aufgelöst, sodass es keinen direkten Nachfolger des Programms mehr gibt. Am 2. Januar 2016 nahm der Sender seinen Betrieb wieder auf und ersetzte somit TVP Regionalna.

## Geschichte

### Der Beginn unter dem Namen TVP Regionalna

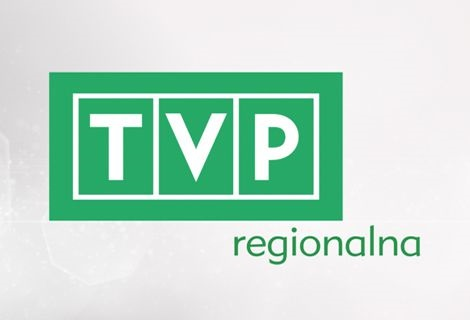
Logo des Vorgängerprogramms TVP Regionalna

Die Wurzeln des Programms liegen in den zwölf (später 16) Regionalstudios, die Wieslaw Walendziak, TVP-Vorstandsvorsitzender im Jahr 1994, unter der gemeinsamen Dachmarke TVP Regionalna startete, der einen gemeinsamen Auftritt für erfolgversprechender hielt als die Einführung mehrerer regionaler Programme. Obwohl bereits Serien und Spielfilme gezeigt wurden, hatte das Programm mit viel Kultur und Sport einen starken Bezug zu regionalen Ereignissen, auch im landesweiten Mantelprogramm. Unter dem Namen TVP3 wurde der damalige Sender zu einem Vollprogramm mit Unterhaltung und Spielfilmen ausgebaut, regionale Inhalte beschränkten sich weitgehend auf die Programmfenster der Regionalstudios. Die Regionalfenster wurden auch beim Umbau des Senders als Nachrichtenkanal TVP Info beibehalten.

### Regionalstudios von TVP Regionalna und dem späteren TVP3
| Regionalstudios ab 1994 - TVP Białystok (OTV Białystok) - TVP Bydgoszcz (OTV Bydgoszcz) - TVP Gdańsk (OTV Gdańsk) - TVP Katowice (OTV Katowice) - TVP Kraków (OTV Kraków) - TVP Lublin (OTV Lublin) - TVP Łódź (OTV Łódź) - TVP Poznań (OTV Poznań) - TVP Rzeszów (OTV Rzeszów) - TVP Szczecin (OTV Szczecin) - TVP Warszawa (OTV Warszawa) - TVP Wrocław (OTV Wrocław) |  | Weitere Regionalstudios ab 2005 - TVP Gorzów Wielkopolski (OTV Gorzów Wielkopolski) – zuvor aus Poznań - TVP Kielce (OTV Kielce) – zuvor aus Kraków - TVP Olsztyn (OTV Olsztyn) – zuvor aus Gdańsk - TVP Opole (OTV Opole) – zuvor aus Katowice |

### TVP3 und Nachfolgesender
Im März 2002 wurde das bisherige Regionalprogramm zu einem Vollprogramm mit den Schwerpunkten Nachrichten und Zeitgeschehen mit regionalen Programmfenstern aus den Regionalstudios ausgebaut. Es wurde zusammen mit internationalen Spielfilmen und Serien zum dritten Hauptprogramm des Polnischen Fernsehens ausgebaut, was auch im Namen seinen Ausdruck fand. In der Folgezeit wurden aus Wettbewerbsgründen eine Reihe von Spartensendern gegründet. Dies führte im Oktober 2007 zur Gründung des Nachfolgeprogramms TVP Info.
TVP Info führte die regionalen Fensterprogramme weiter und übertrug auf Astra die Regionalsendungen aus Warschau. Im September 2013 wurde mit dem neuen Programm TVP Regionalna ein neues Regionalprogramm geschaffen und die Regionalsendungen aus TVP Info dorthin ausgelagert.
Da mit dem Ende von TVP3 das Konzept eines dritten Hauptprogramms aufgegeben wurde, sind die Spartensender TVP Info und das heutige TVP Regionalna nur bedingt als Nachfolgeprogramme zu betrachten, auch wenn TVP Info die Empfangswege und die Infrastruktur übernahm und mit dem heutigen TVP Regionalna das ursprüngliche Konzept eines landesweiten regionalisierten Programms wieder aufgegriffen wurde.

### Empfang
Das Programm wurde zunächst, wie auch die übrigen polnischen Fernsehsender, terrestrisch und über Kabel in SECAM und später in PAL analog ausgestrahlt. Es folgte die Satellitenausstrahlung über Hot Bird und mit den Programmfenstern aus Warschau auch über Astra, wo nur Teile des Programms verschlüsselt wurden. Über Cyfra+ und n war das Programm durchgehend verschlüsselt. Über diese Empfangswege löste TVP Info das Programm schließlich ab, also noch vor der Umstellung auf DVB-T.